# Max Collie
John Maxwell "Max" Collie, född 21 februari 1931 i Melbourne död 6 januari 2018 var en australisk jazztrombonist och sångare som spelade Dixielandjazz.
Första gången han hörde traditionell jazz var på en skolkonsert 1945. 1948 gick han själv med i ett jazzband som han strax därefter skulle börja leda. Bandet kallades för Max Collies Jazz Bandits till en början, men bytte sedan namn till Max Collies Jazz Kings. När Graeme Bells jazzband splittrades 1952 fick Collie tre musiker därifrån. 1962 åkte bandet till Europa på turné. Då hade nyligen banjospelaren och basisten  hoppat av, men av en slump fick Collie en ny trombonist från bandet Melbourne New Orleans Jazz Band. Ett år senare splittrades Collies band och Collie blev medlem i London City Stompers där han senare blev bandledare. I februari 1966 grundade han Max Collie's Rhythm Aces. De släppte sitt första album 1971 och 1975 vann de ett världsmästerskap i traditionell jazz mot fjorton nordamerikanska jazzband. Bandet existerar än idag och har turnerat regelbundet i Europa och uppträtt i ett flertal tv-program i USA.